# ATC kód C02
ATC kód C02 Antihypertenziva je hlavní terapeutická skupina anatomické skupiny C. Kardiovaskulární systém.

## C02A Antiadrenergní látky, centrálně působící

### C02AB Methyldopa
C02AB01 Methyldopa

### C02AC Agonisté imidazolinových receptorů
C02AC05 Moxonidin
C02AC06 Rilmenidin

## C02C Antiadrenergní látky, periferně působící

### C02CA Blokátory alfa-adrenergních receptorů
C02CA01 Prazosin
C02CA04 Doxazosin
C02CA06 Urapidil

## C02D Látky působící na hladké svalstvo arteriol

### C02DD Deriváty nitroferikyanidu
C02DD01 Nitroprusid

## C02K Jiná antihypertenziva

### C02KX Jiná antihypertenziva
C02KX01 Bosentan

## C02L Antihypertenziva a diuretika v kombinaci

### C02LA Rauwolfiové alkaloidy a diuretika v kombinaci
C02LA51 Reserpin a diuretika

## Poznámka
- Registrované léčivé přípravky na území České republiky.
- Informační zdroj: Státní ústav pro kontrolu léčiv, Všeobecná zdravotní pojišťovna.